# (1045) Michela
Pour les articles homonymes, voir Michela.
(1045) Michela est un astéroïde de la ceinture principale découvert le 19 novembre 1924 par l'astronome belgo-américain George Van Biesbroeck qui le nomma d'après le prénom de sa fille Micheline.

Sa désignation provisoire était 1924 TR.